# فوروم امنیت بین‌الملل هالیفاکس
فوروم امنیت بین‌الملل هالیفاکس (به انگلیسی: Halifax International Security Forum) (همچنین فوروم هالیفاکس یا HFX) یک سازمان مستقل، غیر حزبی و غیرانتفاعی است که مقر آن در واشینگتن دی سی است این سازمان یک فوروم و شبکه برای مقامات دولتی و نظامی بین‌المللی، کارشناسان دانشگاهی، نویسندگان و کارآفرینان است. فوروم هالیفاکس به مسائل امنیتی جهانی می‌پردازد. این انجمن بیشتر به دلیل اجلاس امنیتی سالانه خود در هتل وستین نووا اسکوشن در هالیفاکس، نوا اسکوشیا، کانادا شناخته شده‌است. در این نشست بیش از ۳۰۰ نماینده از بیش از ۷۰ کشور گرد هم می‌آیند و رسانه‌های کانادایی از آن به عنوان «داووس امنیت بین‌الملل» یاد می‌کنند. این نشست تنها رویداد در نوع خود در آمریکای شمالی است.

## تاریخ
فوروم امنیت بین‌الملل هالیفاکس در سال ۲۰۰۹ به عنوان برنامه ای در صندوق آلمانی مارشال ایالات متحده با حمایت مالی دولت کانادا تأسیس شد. نشست سالانه آن در اواسط نوامبر، معمولاً آخر هفته قبل از روز شکرگزاری ایالات متحده در هالیفاکس برگزار می‌شود. در سال ۲۰۱۱ این فوروم به یک سازمان مستقل تبدیل شد و فارن افرز به عنوان شریک رسانه ای به آن پیوست.

## سازمان
فوروم هالیفاکس یک سازمان مستقل و غیرانتفاعی مستقر در واشینگتن دی سی است. این انجمن غیرحزبی دارای یک هیئت مدیره آمریکایی-کانادایی به عنوان بالاترین نهاد حاکمیتیش است. رئیس فوروم پیتر ون پراگ است. این سازمان با شرکای نهادی همکاری می‌کند. شرکای مؤسس این فوروم، وزارت دفاع ملی (DND) و آژانس فرصت‌های آتلانتیک کانادا (ACOA) هستند. در سال ۲۰۱۱، پس از مستقل شدن فوروم، دولت کانادا به تأمین مالی خود ادامه داد، و فارن افرز به عنوان شریک رسانه ای به انجمن پیوست. در اوت ۲۰۱۲، این فوروم باشگاه هالیفاکس کانادا (HCC) را راه اندازی کرد، یک مشارکت عمومی-خصوصی که با همکاری دولت کانادا و ام ئی جی انرژی مستقر در کلگری ایجاد شد. HCC به عنوان یک نهاد دائمی برای مشارکت بخش خصوصی در حمایت از انجمن عمل می‌کند.

## فوروم سالانه

### شرکت کنندگان

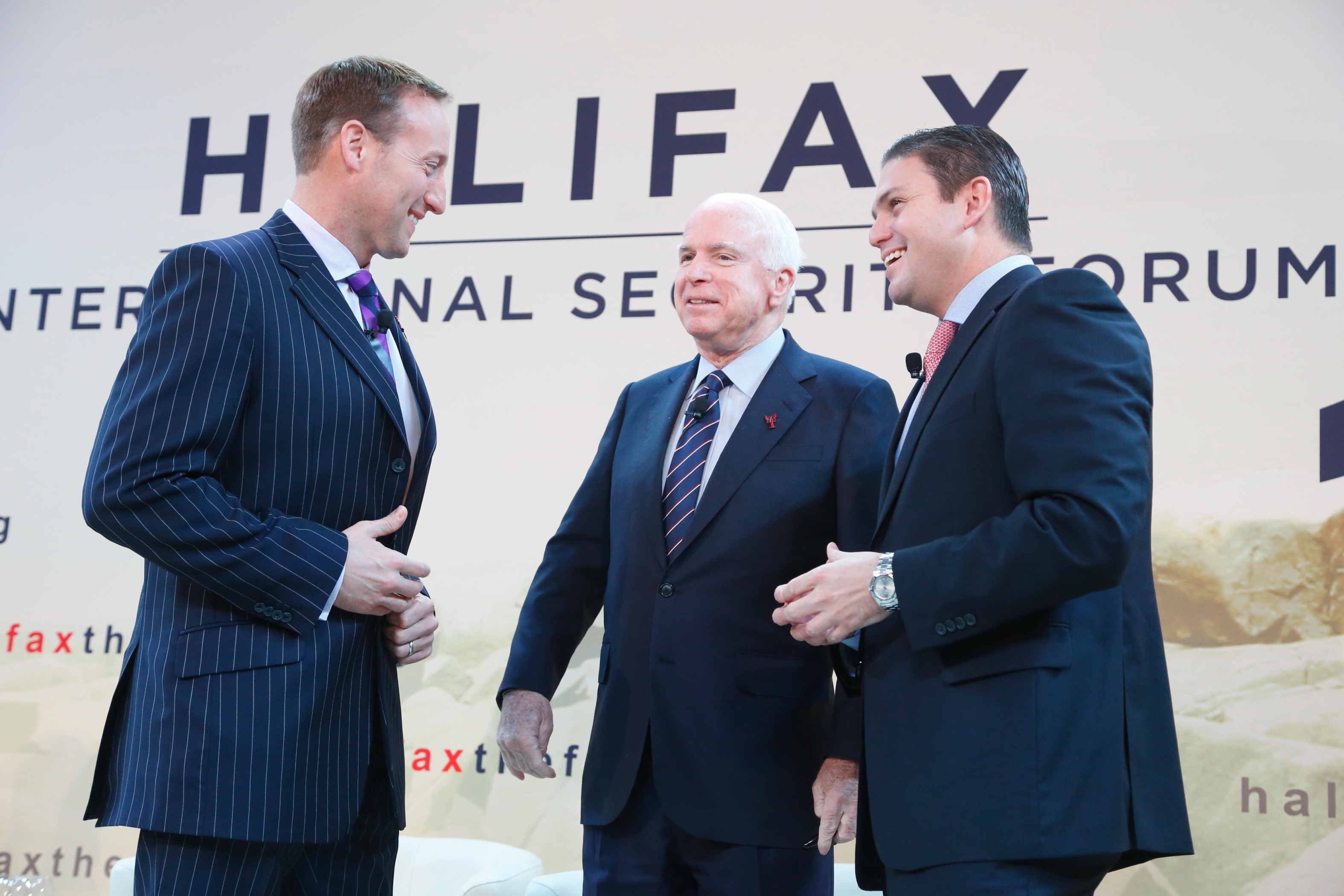
وزیر دفاع ملی کانادا پیتر مک کی، سناتور ایالات متحده جان مک کین و وزیر دفاع ملی کلمبیا خوان کارلوس پینزون بوئنو در فوروم امنیت بین‌الملل هالیفاکس ۲۰۱۲

در انجمن هالیفاکس مقامات دولتی و نظامی بین‌المللی، کارشناسان دانشگاهی، نویسندگان و کارآفرینان حضور دارند. شرکت کنندگان سیاسی برجسته عبارتند از وزرا، سناتورها و نمایندگان مجلس. وزیران شامل جان برد، استیون بلنی، اسکات بریسون، کنت ههر، پیتر مک کی، راب نیکلسون، هارجیت ساجان، و ویک تووز از کانادا، و همچنین چاک هیگل، رابرت گیتس، لئون پانتا و جانت ناپولیتانو از ایالات متحده بودند. از اروپا وزرای مایکل فالون از بریتانیا، کارل تئودور زو گوتنبرگ از آلمان، پیتر دی کرم از بلژیک، ژانین هنیس-پلاسچارت از هلند، ژان ایو لودریان از فرانسه، پدرو مورنس از اسپانیا، گای. پارملین از سوئیس، میلیکا پیانوویچ جوریشیچ از مونته‌نگرو، هانس هانسو، نیکولا پوپوسکی و زوران یولفسکی از مقدونیه، گونار براگی سوینسون از ایسلند، نیکولای واممن از دانمارک، هاکی دمولیهی از کوزوو، تینینا کوزوو. از آلبانی، جووزاس اولکاس از لیتوانی، و یوری لویک از استونی از جمله شرکت کنندگان قبلی فوروم هالیفاکس هستند. همچنین وزیران ایهود باراک و موشه یعلون از اسرائیل، خوان کارلوس پینزون بوئنو و لوئیس کارلوس ویلگاس از کلمبیا، سالوادور سینفوئگوس زپدا از مکزیک، رودریگو هینزپیتر از شیلی، وین مپ از نیوزلند، عبدالرحیم ورداک از افغانستان و دلفین لورنزانا از فیلیپین در این انجمن شرکت کرده‌اند.
علاوه بر این، سناتورهای ایالات متحده جان باراسو، سوزان کالینز، کریس کونز، تد کروز، دب فیشر، لیندسی گراهام، تیم کین، جان مک کین، باربارا میکولسکی، کریس مورفی، بن ساس، جف سشنز، جین شاهین به همراه مارکنتز تام کاتن، تولسی گابارد، آدام کینزینگر، مایک پمپئو، آدام شیف، دن سالیوان و رابرت وکسلر همچنین آلیسون ردفورد، پاملا والین، برنارد والکورت از کانادا و لیام فاکس از بریتانیا نیز از جمله شرکت کنندگان بوده‌اند.
میخائیل کاسیانوف، نخست‌وزیر سابق روسیه، کولیندا گرابار کیتاروویچ، رئیس‌جمهور کرواسی، عبدالله گل، رئیس جمهور سابق ترکیه، توماس هندریک ایلوز رئیس‌جمهور استونی و هاشم تاچی از کوزوو نیز در این فوروم شرکت کرده‌اند.

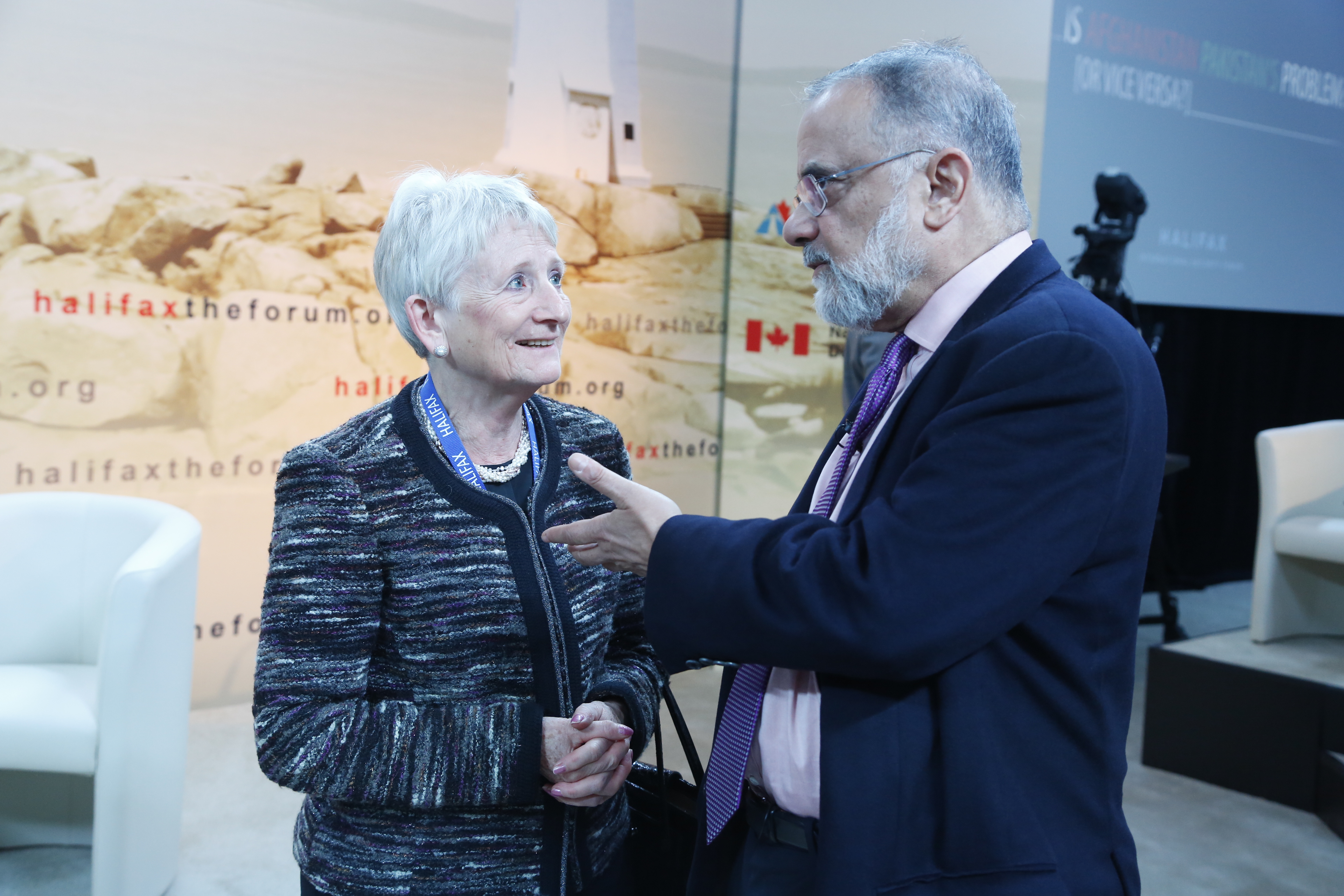
پائولین نویل جونز و احمد رشید در فوروم امنیت بین‌الملل هالیفاکس ۲۰۱۲

سایر مقامات دولتی که به انجمن هالیفاکس آمده‌اند عبارتند از: استفن بریر، مارک کارنی، گرگ کریگ، گری دوئر، میشل فلورنوی، رز گوتمولر، استیون هدلی، دیوید جاکوبسون، پائولین نویل جونز، باب پالسون، امرالله صالح، الن تالوس. الکساندر ورشبو و رابرت او.
مقامات نظامی بین‌المللی شرکت کننده عبارتند از: استفان آبریال، جان آر. آلن چارلز بوچارد، هاکون بروون هانسن، پیتر دولین، مارک پی فیتزجرالد، ویلیام ای. گورتنی، فرانک جی گراس، سیسیل هانی، هری بی. هریس جونیور، میشل هاوارد. چارلز اچ. جاکوبی جونیور، جان اف. کلی، توماس جی. لاوسون، جوزف ال. لنگیل، جارمو لیندبرگ از فنلاند، پل مدیسون، تام میدندورپ، نیل موریستی، والتر ناتینچیک، ژان پل پالومروس پتر پاول، استوارت پیچ دیوید جی . پرکینز، ویکتور.
کارشناسان بین‌المللی اتاق فکر، روزنامه نگاران و کارآفرینان شرکت کننده در انجمن هالیفاکس عبارتند از: Geneive Abdo ,ام جی اکبر، Michael Auslin , David Bercuson , Rosa Brooks، تام کلارک، Steve Clemons , راجر کوهن، راگیدا درغام، پائولا دوبریانسکی، لیز دوست، جین هارمن، ولفگانگ ایشینگر، جوزف جوفه، سوات کینیکلی اوغلو، کاتلین کوخ، جی کرامر، کوین نیومن، ناتالی نوگارد، احمد رشید، کاندولیزا رایس، گیدئون رز، دیوید ای. سنگر، رابین شپرد، جنیس گراس استاین، فرانسیس تاونسند، و کرت ولکر.